# Rally de Montecarlo de 1967
El Rally de Montecarlo de 1967 fue la edición 36º y la primera ronda de la temporada 1967 del Campeonato de Europa de Rally. Se celebró entre el 14 y el 20 de enero. Tras el escándalo de la edición anterior, en el que los Mini del equipo BMC fueron descalificados por una irregularidad en los faros, el equipo de Stuart Turner había decidido no participar en la edición de 1967, aunque finalmente acudieron a la cita monegasca, alineando cinco Minis pilotados por: Rauno Aaltonen, Timo Mäkinen, Paddy Hopkirk, Simo Lampinen y Tony Fall. Los que sí cumplieron su palabra de no acudir fueron Ford y Triumph, que también se habían visto afectados por las exclusiones del año anterior, por lo que el equipo de los Minis fue el único representante británico en la prueba.

## Desarrollo
La lista de inscritos estaba formada por 242 participantes que salieron desde ocho ciudades europeas para realizar el recorrido de concentración: Montecarlo, Atenas, Oslo, Reims, Varsovia, Dover, Lisboa y Fráncfort del Meno. Ese año el buen tiempo reinó sobre el continente europeo y tan solo los participantes que salieron desde Atenas sufrieron problemas con unas nevadas en las montañas balcánicas, mientras que el resto llegaron sin novedad a Mónaco.
La competencia fue ese año más fuerte que en la edición anterior. Frente al equipo británico, los equipos de Porsche y Lancia fueron claros aspirantes al triunfo. El equipo alemán envió a Montecarlo dos Porsche 911 S de 170 cv pilotados por Vic Elford y Günther Klass y Lancia a Oven Andersson, Leo Cella y un joven Sandro Munari, al volante de un Fulvia Coupé.
La etapa común constaba de 1.300 km e incluía seis tramos de velocidad, que también se disputaron con una climatología muy benévola. Los Porsche y los Lancia aprovecharon su potencia en las primeras etapas, muy seguidos de cerca por los Minis y al cabo de seis especiales Vic Elford lideraba la carrera seguido de tres Minis. La etapa siguiente, la de clasificación, se disputaba en la ya mítica noche del Turini, que contó con una inesperada sorpresa: una nevada cubrió de madrugada las carreteras de nieve por lo que cambió radicalmente el desarrollo de la carrera. La potencia de los Porsche era contraproducente en nieve, mientras que los Mini sacaron partido de la situación y se situaron en cabeza. Timo Mäkinen fue el primero en situarse líder hasta que chocó con una piedra situada en medio de la carretera que le destrozó el tren delantero. Rauno Aaltonen sustituyó entonces a su compatriota, que mantuvo una dura batalla con el Lancia Fulvia de Ove Andersson. El coche de Andersson contaba con unos neumáticos Pirelli con clavos que le sirvió para reducir tiempo con respecto a Aaltonen, en la bajada del Turini, pero no los suficientes para ganar y logró la segunda posición a solo trece segundos del finlandés. Tras Andersson, se situó Elford con su Porsche, como preludio del dominio de la marca alemana en las tres ediciones posteriores del Rally de Montecarlo.

## Clasificación
| Pos. | Piloto             | Copiloto       | Automóvil            |
| ---- | ------------------ | -------------- | -------------------- |
| 1.   | Rauno Aaltonen     | Henry Liddon   | Mini Cooper S        |
| 2.   | Ove Andersson      | John Davenport | Lancia Flavia 1.3 HF |
| 3.   | Vic Elford         | David Stone    | Porsche 911 S        |
| 4.   | Leo Cella          | L. Lombardini  | Lancia Fulvia 1.3 HF |
| 5.   | Sandro Munari      | George Harris  | Lancia Flavia 1.3 HF |
| 6.   | Paddy Hopkirk      | Ron Crellin    | BMC Mini Cooper S    |
| 7.   | Jean François Piot | Karaky         | Renault 8 Gordini    |
| 8.   | Berndt Jansson     | Bandera de ?   | Renault 8 Gordini    |
| 9.   | Jean Vinatier      | Claude Roure   | Renault 8 Gordini    |
| 10.  | Raymond Joss       | Tony Fall      | BMC Mini Cooper S    |